# إد همو زكر (أزيلال)
إد همو زكر هو دُوَّار يقع بجماعة سيدي بو عبد اللي، إقليم تيزنيت، جهة سوس ماسة في المملكة المغربية. ينتمي الدوّار لمشيخة أزيلال التي تضم 19 دوار. يقدر عدد سكانه بـ 69 نسمة حسب الإحصاء الرسمي للسكان والسكنى لسنة 2004.

## روابط خارجية
- البوابة الوطنية للجماعات الترابية
- المندوبية السامية للتخطيط